# الحلت (آيت عين)
الحلت هو دُوَّار يقع بجماعة أوكنز، إقليم شتوكة آيت باها، جهة سوس ماسة في المملكة المغربية. ينتمي الدوّار لمشيخة آيت عين التي تضم 14 دوار. يقدر عدد سكانه بـ 20 نسمة حسب الإحصاء الرسمي للسكان والسكنى لسنة 2004.

## روابط خارجية
- البوابة الوطنية للجماعات الترابية
- المندوبية السامية للتخطيط